# 3338 Richter
3338 Richter (1973 UX5) là một tiểu hành tinh vành đai chính được phát hiện ngày 28 tháng 10 năm 1973 bởi K. Kirsch và Freimut Börngen ở Tautenburg.